# 建始 (司馬倫)
建始（けんし）は、西晋の趙王司馬倫が恵帝司馬衷の帝位を簒奪した際に使用された私年号。301年正月 - 4月。

## 西暦との対照表
| 建始 | 元年  |
| 西暦 | 301年 |
| 干支 | 辛酉  |
| 西晋 | 永康2 |
| 趙廞 | 太平2 |